# Tricoloma

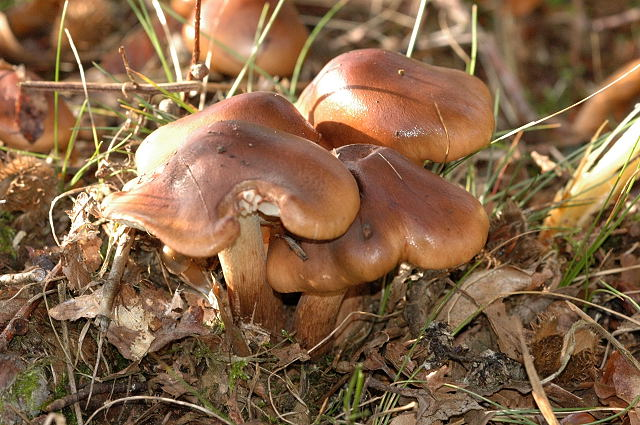
Tricholoma ustale

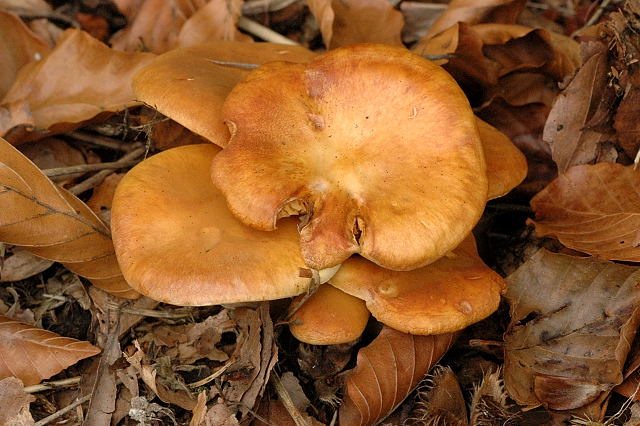
Tricholoma sejunctum

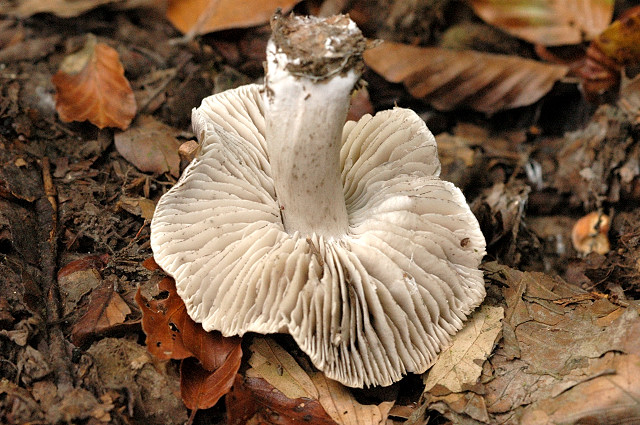
Tricholoma sciodes

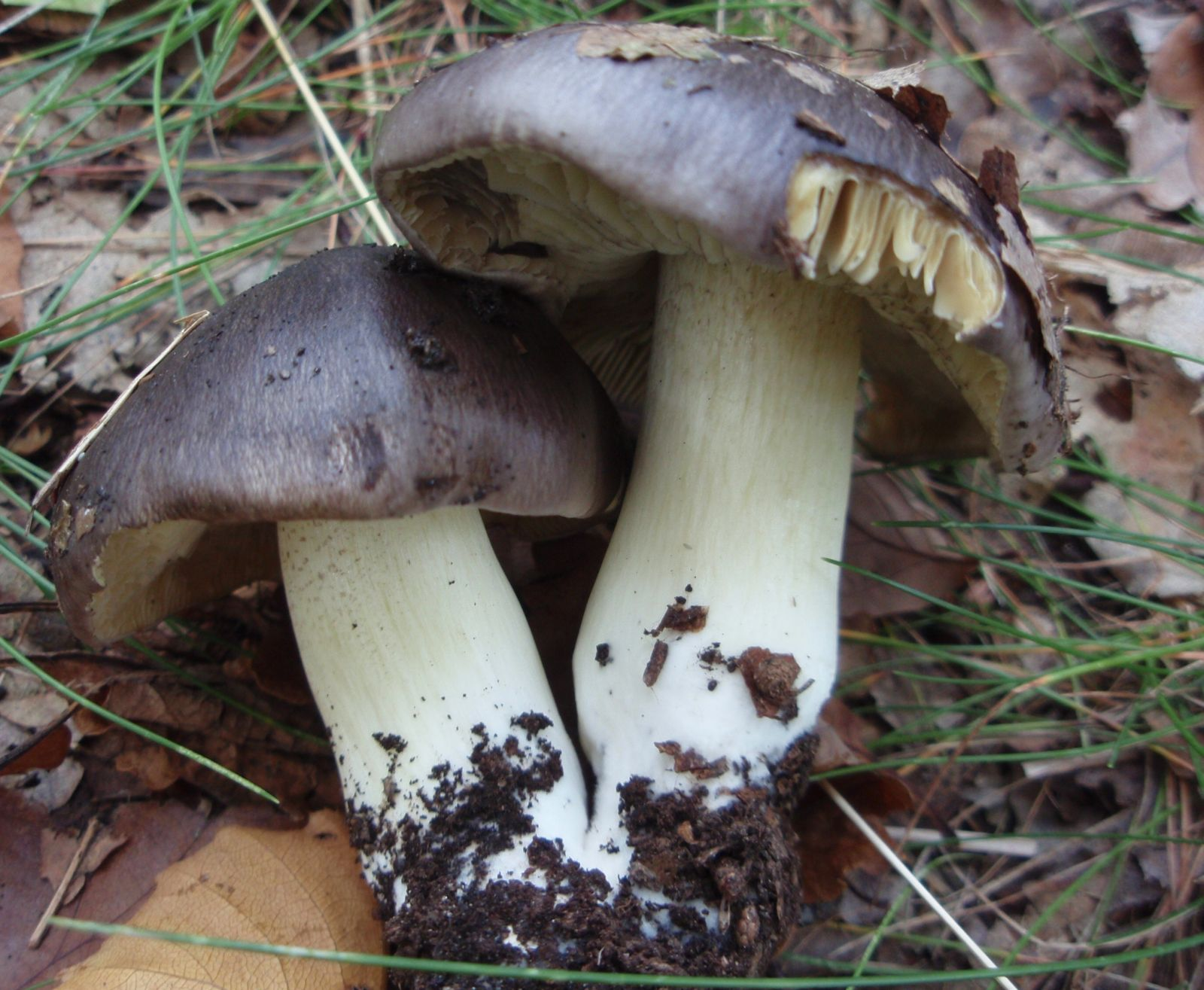
Tricholoma portentosum

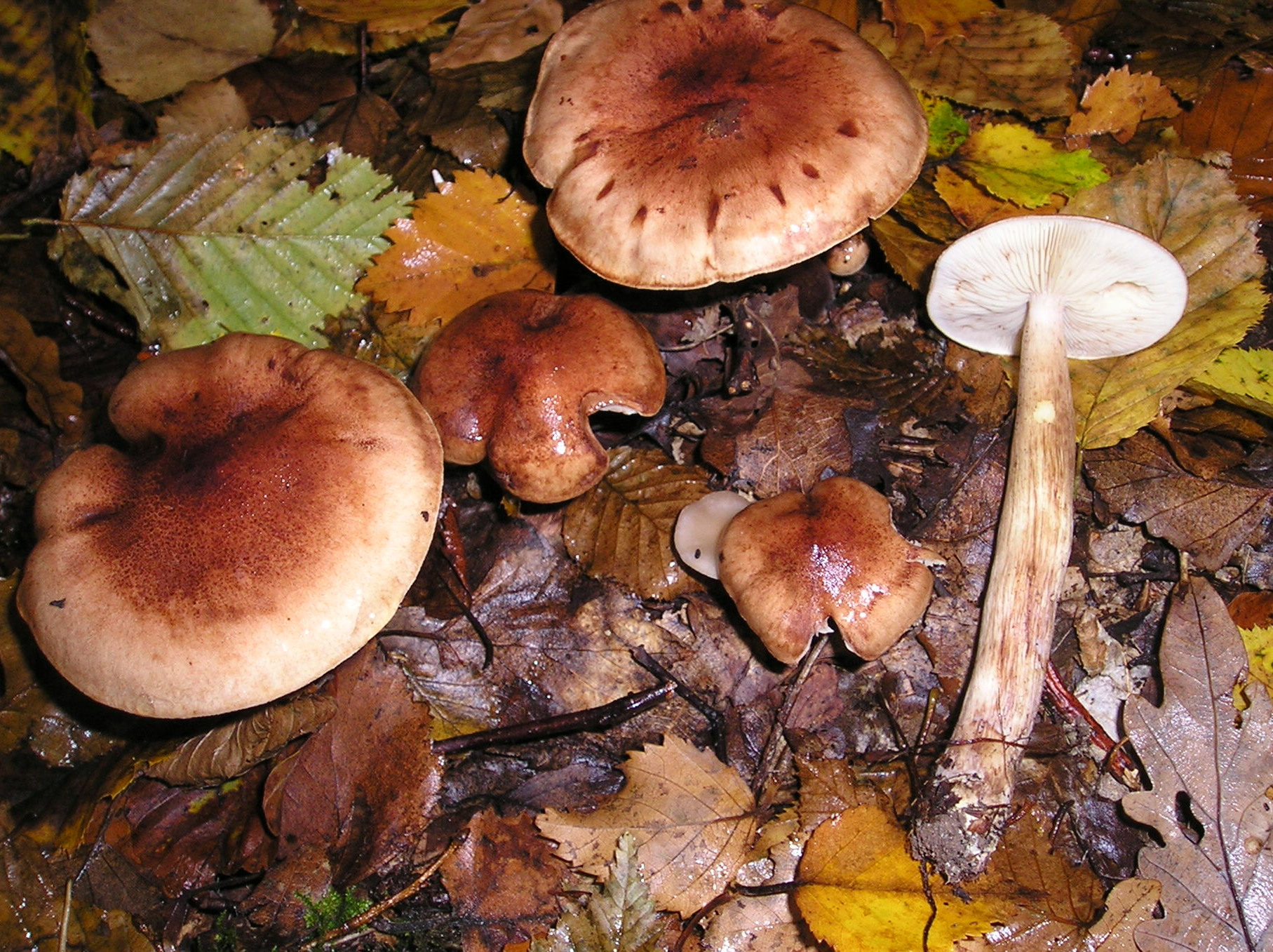
Tricholoma fulvum

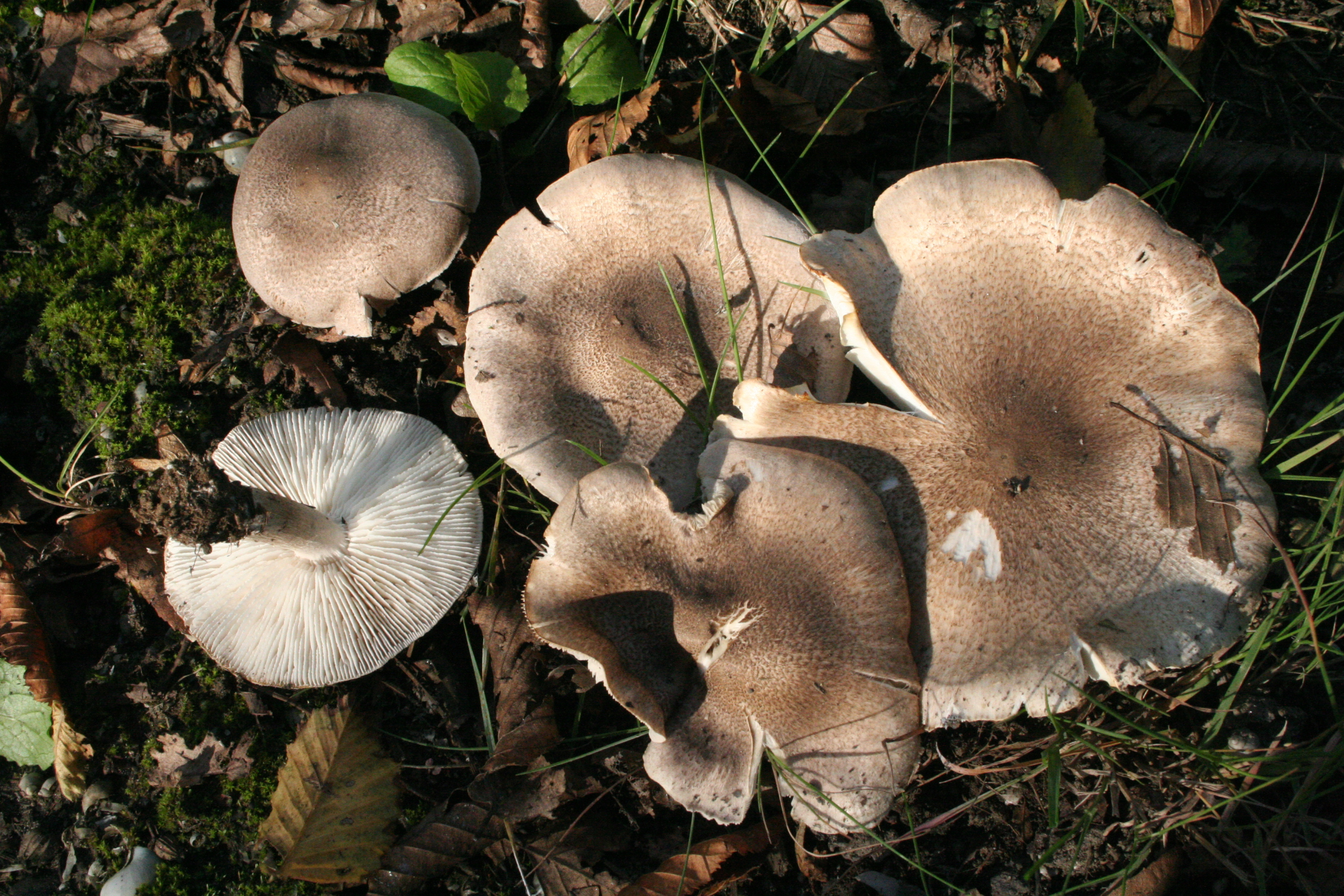
Tricholoma scalpuratum

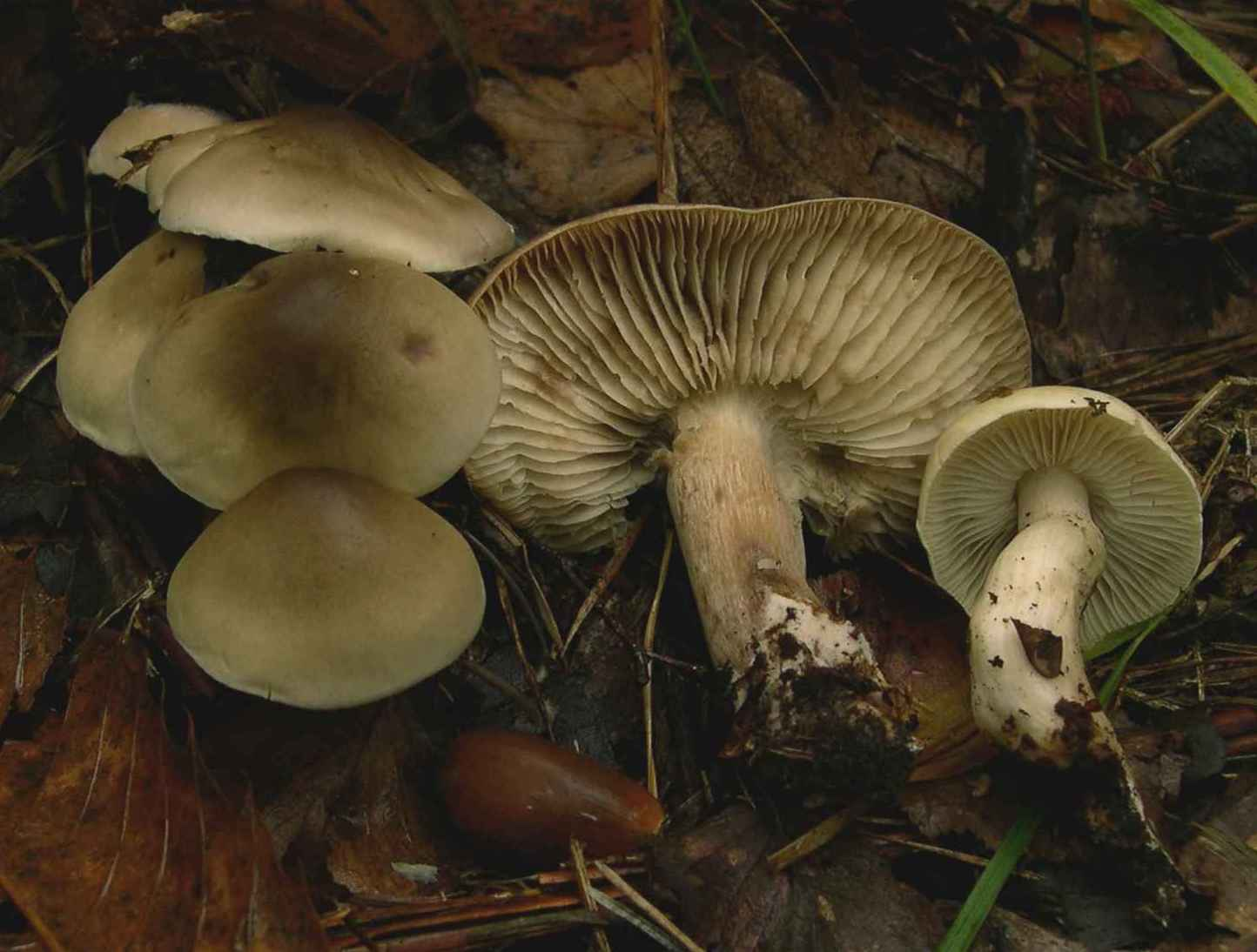
Tricholoma saponaceum

Tricoloma (Tricholoma) és un gènere de bolets agaricals pertanyent a la família de les tricolomatàcies (Tricholomataceae).

## Etimologia
El seu nom genèric deriva del grec τριχος (pèl) i λομα (serrell), tot i que només unes poques espècies (com ara, Tricholoma vaccinum) tinguin el marge del barret pilós com per a ajustar-se a aquesta descripció.

## Descripció
- Són grossos i carnosos.
- Capell estès o convex.
- Làmines amb una osca.
- Cama central, sovint robusta, sense anell ni volva.
- Espores de color blanc.[4][5]

## Taxonomia
- Tricholoma acerbum (Bull.) Vent.
- Tricholoma aestuans (Fr.) Gill.
- Tricholoma albobrunneum (Pers. ex Fr.) Kumm.
- Tricholoma album (Schaeff. ex Fr.) Kumm.
- Tricholoma apium Jul. Schäff.
- Tricholoma argyraceum (Bull. ex St. Amans) Gill.
- Tricholoma arvernense Bon
- Tricholoma atrosquamosum (Chevall.) Sacc.
- Tricholoma aurantium (Schaeff.) Ricken
- Tricholoma basirubens (Bon) A. Riva & Bon
- Tricholoma batschii Gulden
- Tricholoma bonii Basso & Candusso, 1997
- Tricholoma bresadolanum Clémençon
- Tricholoma bufonium (Pers.) Gillet
- Tricholoma caligatum (Viv.) Ricken
- Tricholoma cingulatum (Almfelt) Jacobashch
- Tricholoma colossus (Fr.) Quél.
- Tricholoma columbetta (Fr.) Kumm.
- Tricholoma dulciolens Kytöv.
- Tricholoma equestre (L.) P. Kumm.
- Tricholoma filamentosum (Quél.) Alessio
- Tricholoma focale (Fr.) Rick.
- Tricholoma fracticum (Britz.) Kreisel
- Tricholoma fucatum (Fr.) P.Kumm., 1871
- Tricholoma fulvum (DC. ex Fr.) Saac.
- Tricholoma gausapatum (Fr.) Quél.
- Tricholoma goliath (Fr.) S. Lundell & Nannf.
- Tricholoma imbricatum (Fr.) P. Kumm.
- Tricholoma inamoenum (Fr.) Gillet
- Tricholoma inodermeum (Fr.) Gillet
- Tricholoma joachimii Bon & A.Riva, 1985
- Tricholoma josserandii Bon
- Tricholoma lascivum (Fr.) Gillet
- Tricholoma luridum (Schaeff.) P. Kumm.
- Tricholoma magnivelare (Peck) Redhead
- Tricholoma mongolicum S. Imai
- Tricholoma myomyces (Pers.) J.E. Lange
- Tricholoma nauseosum (A. Blytt) Kytöv.
- Tricholoma orirubens Quél.
- Tricholoma pardinum Quél.
- Tricholoma pessundatum (Fr.) Quél.
- Tricholoma populinum J. Lange
- Tricholoma portentosum (Fr.) Quél.
- Tricholoma psammopus (Kalchbr.) Quél.
- Tricholoma pseudonictitans Bon, 1983
- Tricholoma ramentaceum (Bull.) Ricken, 1915
- Tricholoma robustum (Alb. & Schwein.) Ricken
- Tricholoma saponaceum (Fr.) Kumm.
- Tricholoma scalpturatum (Fr.) Quél.
- Tricholoma sciodes (Secr.) Martin
- Tricholoma sejunctum (Sow. ex Fr.) Quél.
- Tricholoma squarrulosum Bres.
- Tricholoma stans (Fr.) Sacc.
- Tricholoma stiparophyllum Fr. & N. Lund
- Tricholoma subsejunctum Peck
- Tricholoma sudum (Fr.) Quél.
- Tricholoma sulphurescens Bres.
- Tricholoma sulphureum (Bull. ex Fr.) Kumm.
- Tricholoma tigrinum (Schaeff.) Gillet
- Tricholoma triste (Scop.) Quél.
- Tricholoma unifactum Peck
- Tricholoma ustale (Fr. ex Fr.) Kummer
- Tricholoma ustaloides Romagn.
- Tricholoma vaccinoides Pilát
- Tricholoma vaccinum (Schaeff.) P. Kumm.
- Tricholoma vinaceogriseum P.D. Orton
- Tricholoma virgatum (Fr.) Kumm.
- Tricholoma viridifucatum Bon
- Tricholoma viridilutescens[6][7][8]